# Paragaleodes scalaris
Espèce
Synonymes
- Galeodes scalaris C. L. Koch, 1842
- Galeodes leucophaeus C. L. Koch, 1842
- Galeodes savignyi Simon, 1879

Paragaleodes scalaris est une espèce de solifuges de la famille des Galeodidae.

## Distribution
Cette espèce se rencontre en Arabie saoudite, au Yémen, au Turkménistan, en Somalie, en Éthiopie, en Égypte et en Algérie.

## Systématique et taxinomie
Cette espèce a été décrite sous le protonyme Galeodes scalaris par C. L. Koch en 1842. Elle est placée dans le genre Paragaleodes par Kraepelin en 1899.

## Publication originale
- C. L. Koch, 1842 : « Systematische Übersicht über die Familie der Galeoden. » Archiv für Naturgeschichte, vol. 8, no 1, p. 350-356 (texte intégral).